# Gabriella Paruzzi
Gabriella Paruzzi (Udine, 21 giugno 1969) è un'ex fondista italiana, vincitrice della medaglia d'oro nella 30 km a tecnica classica ai XIX Giochi olimpici invernali di Salt Salt Lake City 2002 e della Coppa del Mondo di sci di fondo del 2004.

## Biografia

### Stagioni 1991-2000
Originaria di Tarvisio, debuttò in campo internazionale ai Mondiali del 1991 in Val di Fiemme, ottenendo l'argento nella staffetta e l'ottavo posto nella 30 km a tecnica libera.
In Coppa del Mondo ottenne il primo risultato di rilievo il 9 marzo 1991 a Falun, classificandosi dodicesima nella 15 km a tecnica libera. Per quasi un decennio non ottenne risultati di rilievo a livello individuale, ma vinse diverse medaglie sia alle Olimpiadi sia ai Mondiali come componente della staffetta italiana.

### Stagioni 2001-2006
Il primo podio individuale in una gara di Coppa del Mondo arrivò per lei il 10 gennaio 2001, quando arrivò seconda nell'inseguimento preolimpica a Soldier Hollow, dietro alla ceca Kateřina Neumannová e davanti alla connazionale Stefania Belmondo. L'anno dopo, sulle stesse piste, Gabriella Paruzzi conquistò la sua unica medaglia individuale, l'oro nella 30 km a tecnica classica con partenza in linea ai Giochi olimpici di Salt Lake City. Sul traguardo la fondista italiana era arrivata seconda dietro alla russa Larisa Lazutina, ma quest'ultima venne in seguito squalificata per doping e così alla Paruzzi fu assegnato l'oro nel nuovo podio, con a fianco la connazionale Stefania Belmondo (argento) e la norvegese Bente Skari (bronzo).
La prima vittoria in Coppa del Mondo arrivò l'anno dopo, il 16 marzo 2003 nella 10 km a tecnica libera di Lahti. La stagione successiva fu la sua migliore in Coppa del Mondo, con tre vittorie (una sprint a tecnica libera, una 10 km a tecnica classica e la Marcialonga), nove podi complessivi e il primo posto nella classifica generale al termine della stagione, con il secondo in entrambe le classifiche di specialità (distanza e sprint).
Ai XX Giochi olimpici invernali di Torino 2006 ha ottenuto la sua ultima medaglia, il bronzo nella staffetta 4x5 km. Si ritirò al termine della stagione.

### Altre attività
Dopo il ritiro si è dedicata all'attività imprenditoriale (gestisce insieme al marito un albergo e un ristorante) e ha continuato a occuparsi di sci da fondo, venendo eletta, il 14 aprile 2007, nel nuovo consiglio federale della FISI come consigliere atleta. È "testimonial" dell'associazione benefica SOS Villaggi dei Bambini.

## Palmarès

### Olimpiadi
- 5 medaglie:
  - 1 oro (30 km tecnica classica a Salt Lake City 2002)
  - 4 bronzi (staffetta[4] ad Albertville 1992 con Bice Vanzetta, Manuela Di Centa e Stefania Belmondo; staffetta[4] a Lillehammer 1994 con Manuela Di Centa, Stefania Belmondo e Bice Vanzetta; staffetta a Nagano 1998 con Karin Moroder, Manuela Di Centa e Stefania Belmondo; staffetta a Torino 2006 con Arianna Follis, Antonella Confortola e Sabina Valbusa)

### Mondiali
- 5 medaglie:
  - 3 argenti (staffetta[4] a Val di Fiemme 1991; staffetta[4] a Falun 1993; staffetta[4] a Ramsau am Dachstein 1999)
  - 2 bronzi (staffetta a Lahti 2001; staffetta a Obertsdorf 2005)

### Coppa del Mondo
- Vincitrice della Coppa del Mondo nel 2004
- 38 podi (18 individuali, 20 a squadre[5]), oltre a quelli conquistati in sede olimpica o iridata e validi ai fini della Coppa del Mondo:
  - 6 vittorie (4 individuali, 2 a squadre)
  - 11 secondi posti (6 individuali, 5 a squadre)
  - 21 terzi posti (8 individuali, 13 a squadre)

#### Coppa del Mondo - vittorie
| Data            | Luogo                | Paese       | Disciplina                                                          |
| --------------- | -------------------- | ----------- | ------------------------------------------------------------------- |
| 13 gennaio 2001 | Soldier Hollow       | Stati Uniti | 4x5 km (con Sabina Valbusa, Cristina Paluselli e Stefania Belmondo) |
| 3 marzo 2002    | Lahti                | Finlandia   | Sprint a squadre TL (con Sabina Valbusa)                            |
| 10 marzo 2002   | Falun                | Svezia      | 4x5 km (con Sabina Valbusa, Cristina Paluselli e Stefania Belmondo) |
| 16 marzo 2003   | Lahti                | Finlandia   | 10 km TL                                                            |
| 25 ottobre 2003 | Düsseldorf           | Germania    | Sprint TL                                                           |
| 17 gennaio 2004 | Nové Město na Moravě | Rep. Ceca   | 10 km TC                                                            |
| 25 gennaio 2004 | Val di Fiemme        | Italia      | 70 km TC MS                                                         |

Legenda:

MS = partenza in linea

TC = tecnica classica

TL = tecnica libera

### Campionati italiani
- 14 ori[7]

## Riconoscimenti
Il 7 luglio 2021, una targa con il suo nome è stata inserita nel percorso Walk of Fame dello sport italiano al parco olimpico del Foro Italico a Roma, riservato agli sportivi italiani che si sono distinti per i risultati ottenuti in campo internazionale.